# Шамшинова, Анжелика Михайловна
Анжелика Михайловна Шамши́нова (27 ноября 1937, Москва — 4 октября 2009, Москва) — советский и российский ученый, врач-офтальмолог, доктор медицинских наук, профессор.

## Биография
Родилась 27 ноября 1937 года в Москве в семье врача.
В 1955 г. поступила в Андижанский медицинский институт.
В 1961 г. закончила 1-й Московский Ордена Ленина медицинский институт им. И. М. Сеченова (1-й МОЛМИ) по специальности «лечебное дело», после чего работала врачом-педиатром поликлиники № 10 г. Москвы.
В 1962—1963 гг. — врач-окулист военной части в Лиепайском районе Латвийской ССР.
С 1963 по 1965 гг. обучалась в клинической ординатуре клиники глазных болезней им. Одинцова 1-го МОЛМИ им. И. М. Сеченова.
В 1965-1967 гг. работала врачом-окулистом в Институте неврологии АН СССР.
В 1967—1968 гг. — врач-окулист московской городской клинической больницы № 50.
В 1968 г. поступила на работу в лабораторию физиологической оптики (современное название — «Лаборатория клинической физиологии зрения им. С. В. Кравкова») Московского НИИ глазных болезней им. Гельмгольца Министерства здравоохранения РСФСР, где проработала более 40 лет в должности младшего научного, а впоследствии — старшего (1983), ведущего (1989) и главного научного сотрудника (1992).
В 1972 г. защитила кандидатскую диссертацию на тему «Изменение органа зрения у больных шизофренией при лечении нейролептиками фенотиазинового ряда (аминазин, трифтазин)», а в 1989 г. — докторскую диссертацию на тему «Локальная электроретинограмма в клинике глазных болезней».
С 1973 по 1982 г. в рамках межинститутского сотрудничества проводила совместную научную работу с клиникой глазных болезней медицинской Академии Карла Густава Каруса (ГДР) по теме «Исследование рецепции в норме и патологии (исследование вызванных потенциалов сетчатой оболочки при различных нарушениях цветового зрения)».
С 1976 по 1978 г. работала в Республике Куба, где организовала первый центр электрофизиологических исследований органа зрения.
Многократно выступала с научными докладами на симпозиумах, съездах, конгрессах в СССР, России, Великобритании, США, ФРГ, Италии, Греции, Испании, Бельгии, Франции, Голландии, Чехословакии, Австрии, Австралии.
Основными направлениями научных исследований являлась разработка электрофизиологических и психофизических методов диагностики в офтальмологии, изучение функциональных симптомов и патогенеза наследственных, врожденных и приобретенных заболеваний сетчатки и зрительного нерва.
Автор более 250 научных работ и 14 изобретений, в том числе метода локальной электроретинографии, метода цветовой кампиметрии, метода исследования цветового зрения, метода исследования on/off-активности колбочковой системы сетчатки (исследование топографии контрастной чувствительности). Автор первого российского руководства по клинической электроретинографии «Электроретинография в офтальмологии» (2009). Соавтор монографии «Функциональные методы исследования в офтальмологии» (1998, 2004). Редактор руководств для врачей «Наследственные и врожденные заболевания сетчатки и зрительного нерва» (2001), «Опыт применения вызванных потенциалов мозга в клинической практике» (2001), «Зрительные функции и их коррекция у детей» (2005), очерков «Клиническая физиология зрения» (2002, 2006).
Соавтор компьютерных программ для исследования поля зрения (цветовая компьютерная кампиметрия), пространственной контрастной чувствительности, стереопсиса, компьютерного анализа электроретинограммы, картирования зрительных вызванных корковых потенциалов и трехмерной локализации источников биоэлектрической активности головного мозга.
Руководитель и консультант 4-х докторских и более 20-и кандидатских диссертаций, дипломных работ выпускников медицинских и психологических факультетов.
Член Международного общества клинической электрофизиологии зрения (ISCEV Архивная копия от 28 января 2019 на Wayback Machine) и Европейского общества исследователей глаза (EVER).
Иностранный член-корреспондент Академии медицинских наук Республики Куба.

## Сочинения
- Функциональные методы исследования в офтальмологии. Изд. 2-е. — М.: Медицина, 2004. — 432 с. ISBN 978-5-22504-516-6
- Электроретинография в офтальмологии. — М.: Медика, 2009. — 304 с. ISBN 978-5-98495-015-2

## Награды и звания
- Медаль СССР «Ветеран труда»
- Почетная медаль Академии медицинских наук Республики Куба
- В 2005 г. присвоено звание «Заслуженный врач Российской Федерации».